# خروس‌کلی آندی
خروس‌کلی آندی (نام علمی: Vanellus resplendens) نام یک گونه از سرده خروس‌کلی‌ها است.